# Amanda Christensen
Amanda Charlotta Christensen, född Svensson 11 mars 1863 i Frustuna, död 6 februari 1928 i Nice i Frankrike, var en svensk sömmerska och företagare som grundade kravattmärket Röda Sigillet.

## Biografi

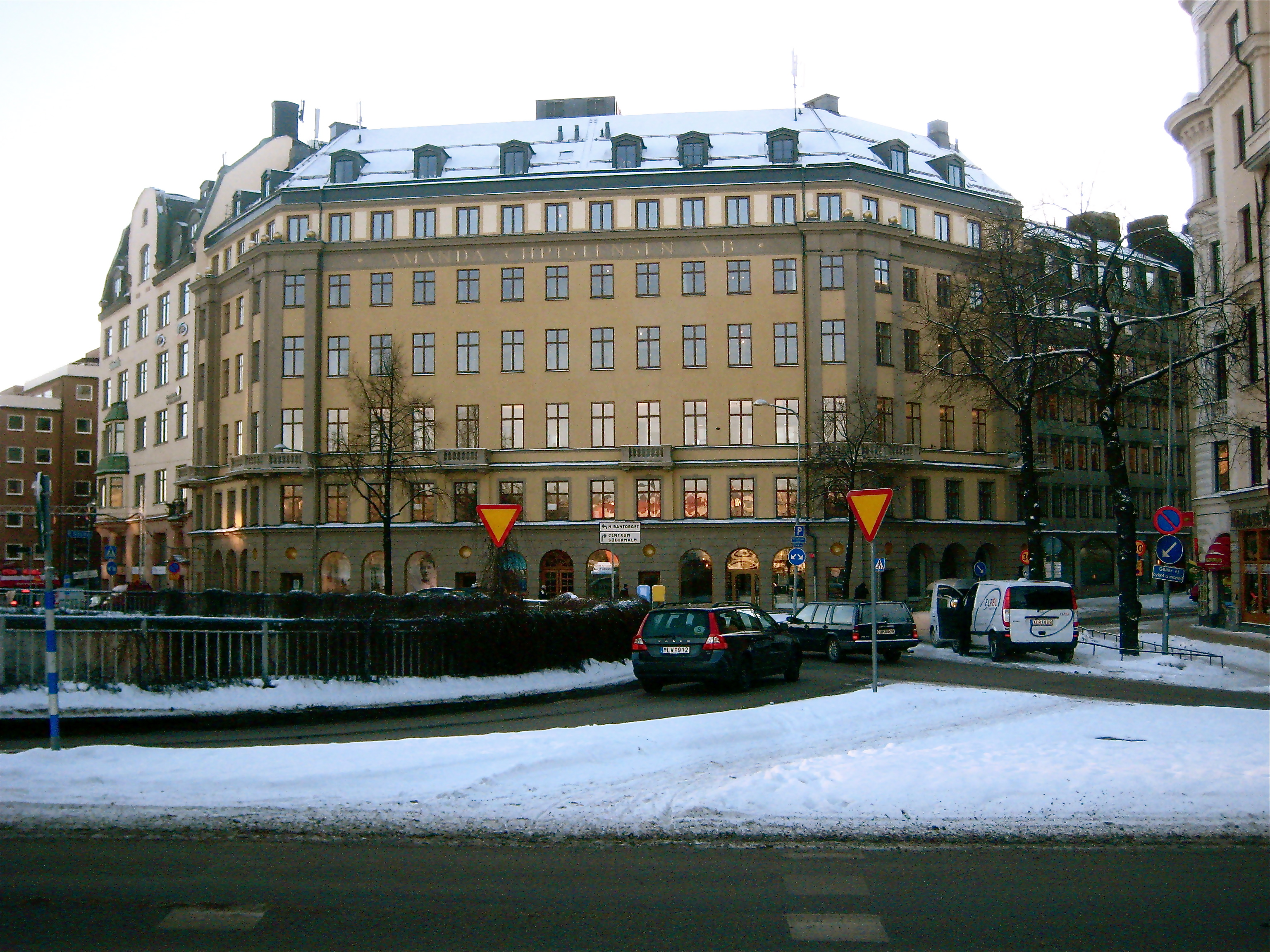
Amanda Christensens namn pryder fortfarande fasaden på Kungsbroplan i Stockholm

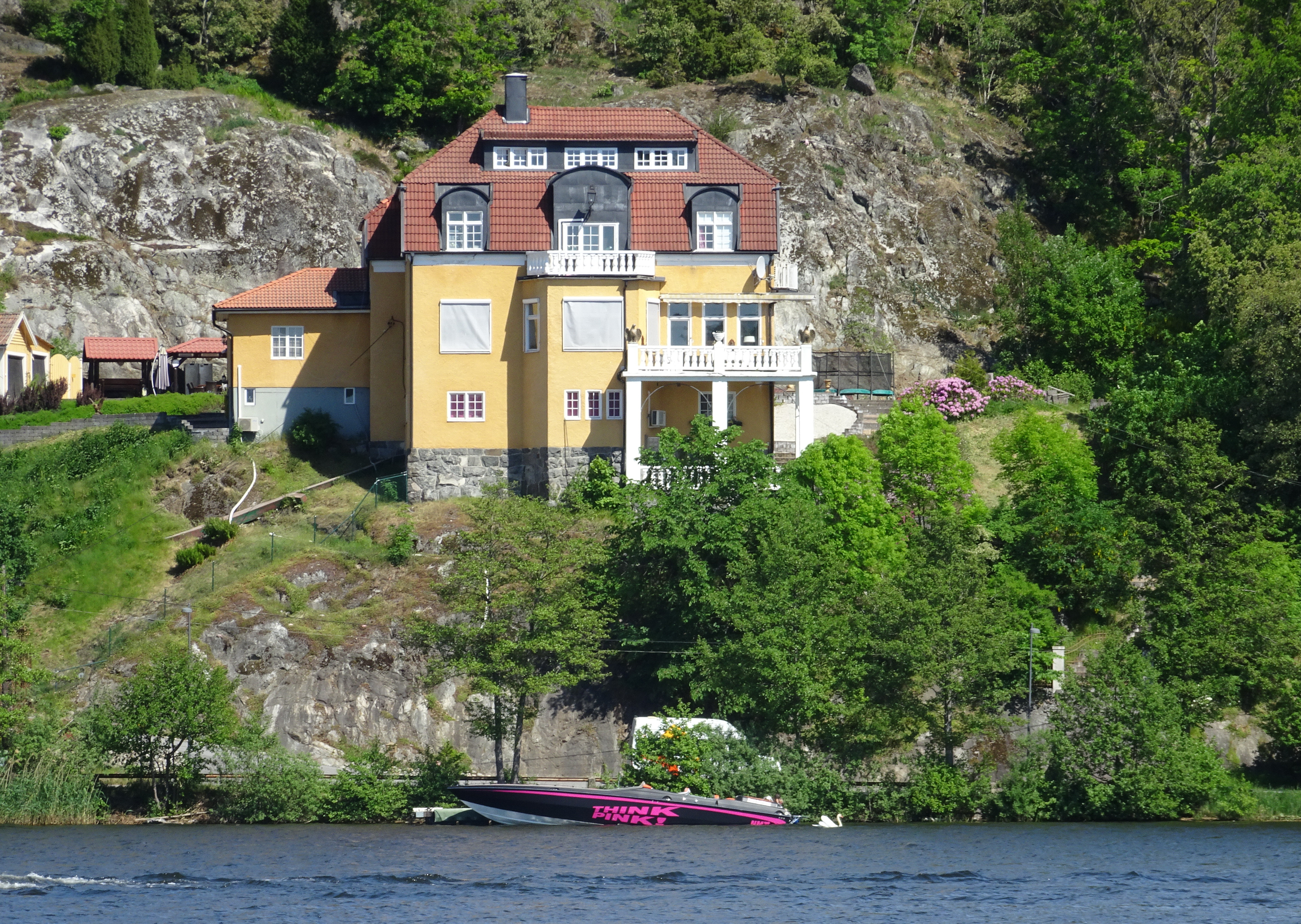
Villa Stora Örnberga vid Tullingesjön uppfördes 1911 för paret Christian och Amanda Christensen.

Amanda Christensen var ett av nio barn från ett enkelt lantbrukarhem i Vårdinge vid Gnesta. Som 20-åring kom hon 1883 till Stockholm för att tillträda ett vikariat som småskolelärarinna, men sadlade redan nästa år om och började arbeta som kravattsömmerska för firma Edén. Året därpå, 1885, startade hon egen firma, skaffade en liten ateljé på Stora Nygatan i Gamla stan och anställde ytterligare två sömmerskor. Produktionen inskränkte sig de första åren till vita flugor, ett plagg som det fanns stor avsättning för i en tid då herrarna i de högre samhällsskikten i princip dagligen bytte om till frack på kvällen. Så småningom tillkom också svarta flugor samtidigt som firman skaffade sig köpare och återförsäljare även utanför huvudstaden.
År 1890 gjorde Amanda Christensen, som några år tidigare gift sig med xylografen Christian Christensen, sin första utrikes studieresa. Hemkommen med nya intryck expanderade hon rörelsen kraftigt med ett tiotal nya sömmerskor och började produktion av kravatter i ett flertal kulörer och mönster. Snart kom kravatterna även allt mer att tillverkas i det exklusivare materialet siden, något som tidigare varit ovanligt i Sverige. Sidenet lät Amanda Christensen inköpa via utländska agenter från bland annat Frankrike och Italien. Hon fortsatte också att göra regelbundna studie- och affärsresor till utlandet, så småningom i sällskap med sonen Rudolf. I början av 1900-talet lanserade firman det varumärke som den blivit mest känd för, "Röda Sigillet". Vid Tullingesjön byggdes Villa Stora Örnberga 1910–1911 och invigdes vid Amanda och Christians silverbröllop den 16 augusti 1911.  Äktenskapet upplöstes två år senare och Christian flyttade till Amerika.
Under dessa år växte firman stadigt och flyttade successivt till nya större lokaler. Åren 1901–1909 låg firman på Gamla Brogatan 32, 1909–1919 på Kungsbroplan 3 och därefter på Kungsbroplan 1, där en stor ljusreklam upplyste om vem som var fastighetens innehavare. Samma år som den sistnämnda flytten omvandlades företaget till aktiebolag (Amanda Christensen AB), och sonen Rudolf tog över daglig drift. 
Sina sista år, efter pensioneringen, ägnade sig Amanda Christensen åt blomsterförädling och flitigt läsande. Från 1926 bosatte hon sig i en villa i Nice, där hon avled knappt två år senare.

## Firman efter Amandas Christensens död
Efter sonen Rudolf (död 1952) fortsatte Amanda Christensen AB att drivas av hennes ättlingar i ytterligare två generationer, först av sonsonen Vidar och sedan av dennes dotter Amanda. År 1999 lämnade dock familjen Christensen firman, då den såldes till Jens Engvall AB. 
I dag marknadsför firman alltjämt sina enklare polyesterslipsar under namnet "Röda Sigillet", medan de exklusivare sidenslipsarna säljs under grundarens namn "Amanda". Man marknadsför även bälten, scarves, strumpor, manschettknappar och andra accessoarer. Själva företaget ligger numera i Ulricehamn medan produktionen är flyttad från Sverige till Italien.
Amanda Christensen AB är sedan 1949 kunglig hovleverantör.